# 正戊胺
正戊胺，又称1-氨基戊烷，是一种有机化合物，分子式为CH3(CH2)4NH2。它用作溶剂、制造各种其他化合物（如染料、乳化剂和医药产品）的原材料，以及调味剂。  
正戊胺可以进行其他简单烷基胺的典型反应，即质子化、烷基化、酰化以及与羰基的缩合。像其他简单脂肪胺一样，戊胺是一种弱碱：[CH3(CH2)4NH3]+的pKa为10.21。